# Offentlig forsyning
Offentlig forsyning er en organisation, som vedligeholder infrastrukturen for hele eller dele af offentligheden. Offentlig forsyning er underlagt offentlig styring og regulering og spænder fra lokalsamfundsbaserede grupper til statsmyndighedsmonopoler.
Offentlig forsyning kan også referere til serviceydelserne, som forbruges af offentligheden: elforsyning, naturgasforsyning, vandforsyning, varmeforsyning og kloakforsyning. Telekommunikation kan høre under definitionen.

## Galleri
- Rør der fører vand fra Loch Leathan, Skotland til kraftværket.
- Australsk betonlysmast fra Reliance Industries Aust. Ltd.
- Gammel telefonpæl ved Norrice Lea i England. GPO-pælen har stadig keramisk fordeling af el til husene. Lige efter 1955.
- En tom sedimentationstank ved rensningsanlægget i Merchtem, Belgien. Formålet med spildevandsrensning er at hindre forurening og skader på det omkringliggende miljø.[5]